# Ermita de San Félix (Játiva)
La ermita de San Félix es una ermita situada en la localidad española de Játiva (Valencia), construida en el siglo XIII tras la reconquista cristiana.
Está declarada bien de interés cultural con número de registro ministerial R-I-51-0000354 de fecha 4 de diciembre de 1930.

## Emplazamiento
Se encuentra en la falda del castillo recayente al casco urbano de Játiva, cerca del mirador de Bellveret.
El emplazamiento del templo se encuentra en lo que fue la antigua ciudad romana de Saetabis. Ocupa el lugar de un antiguo templo pagano, que luego ocupó una iglesia visigoda y posteriormente una iglesia mozárabe.

## Descripción
Sigue el modelo de las llamadas iglesias de reconquista, que se difundió de Occitania a la Corona de Aragón. Su planta es rectangular. Mide 22,5 metros de largo por 15 metros de ancho. Está dividida en cuatro tramos, más la cabecera, por cuatro arcos diafragma de arista viva. La cabecera es plana y en ella se abren tres ventanas románicas y una puerta que comunica con las dependencias anejas.
Está construida a base de sillar y posee cubierta a dos aguas de madera. Esta madera estuvo policromada, pero solo quedan restos en uno de sus lados y en la capilla principal.
La fachada principal se encuentra en el lateral que mira a la ciudad. En ella se abre la puerta románica, adovelada con moldura. Frente a esta puerta se extiende el atrio porticado, sostenido por seis columnas de jaspe rosado. Estas columnas son todas distintas y de su desigual factura, con toda probabilidad fueron aprovechadas del antiguo templo romano. Adosada al testero se encuentra la casa del ermitaño.

## Historia
Fue construida tras la conquista de la ciudad por la Corona de Aragón. Fue mandada construir por Jaime I, quien había reconquistado la ciudad el 22 de mayo de 1244. El templo fue puesto bajo la advocación de san Félix de Gerona (Sant Feliu) por los nobles de la ciudad catalana de San Feliu de Guíxols que acompañaban al monarca. Se edificó en 1265 sobre el solar de la antigua iglesia visigoda.